# Yui Hasegawa
Yui Hasegawa (長谷川 唯 Hasegawa Yui?), född 29 januari 1997, är en japansk fotbollsspelare som spelar för Manchester City.

## Klubbkarriär
Den 29 januari 2021 värvades Hasegawa av italienska AC Milan. I augusti 2021 värvades hon till West Ham United. Sedan hösten 2022 spelar Hasegawa i Manchester City.

## Landslagskarriär
Hasegawa har spelat 68 landskamper och gjort arton mål för det japanska landslaget. Hon deltog bland annat i Asiatiska mästerskapet i fotboll för damer 2018 och VM 2023.